# Eslováquia na Copa do Mundo FIFA de 2010
A Seleção Eslovaca de Futebol participou pela primeira vez da Copa do Mundo FIFA como um país independente. A equipe havia sido sorteada no grupo 3 das eliminatórias europeias para a Copa do Mundo FIFA de 2010, onde enfrentou as seleções da Eslovênia, República Tcheca, Irlanda do Norte, Polônia e San Marino, classificando-se em primeiro lugar, com 70% de aproveitamento, ao vencer 7, empatar 1, e perder 2 das 10 partidas disputadas.
Ficou no grupo F, vindo a confrontar o Paraguai, a Itália e a Nova Zelândia. Fez uma primeira fase razoavelmente bem, tendo empatado com a Nova Zelândia no primeiro jogo (1 x 1), perdido para o Paraguai na segunda partida (2 x 0) e ganho da Itália (3 x 2). No final, acumulou 4 pontos provenientes da vitória sobre a Itália e do empate com a Nova Zelândia, conseguindo se classificar para a segunda fase da competição. Nas oitavas-de-final, duelaram contra a seleção dos Países Baixos, que viria a ser a segunda colocada na competição. Foram derrotados por 2 x 1, mas mesmo tendo perdido, marcaram 5 gols, sendo 4 deles do vice-artilheiro Róbert Vittek.
Esta era a primeira Copa disputada pela Eslováquia como um país independente após a dissolução da Tchecoslováquia, mas a sua seleção predecessora, a Tchecoslováquia já havia participado 8 vezes da competição, tendo ostentado a segunda colocação nas Copas de 1934 e 1962. Apesar disso tudo, esses títulos, que não foram herdados pela Eslováquia, por decisão da FIFA, foram herdados pela República Tcheca, que justamente disputou uma vaga na Copa com os eslovacos, mas não se classificou.

## Eliminatórias
As cinquenta e três seleções nacionais filiadas à UEFA foram divididas em nove grupos; a seleção da Eslováquia foi sorteada no grupo 1, onde disputaria uma vaga com a Eslovênia, a República Tcheca, a Irlanda do Norte, a Polônia e San Marino, classificando-se em primeiro lugar, com 70% de aproveitamento, ao vencer 7, empatar 1, e perder 2 das 10 partidas disputadas.

### Tabela de Classificação
| Equipe           | Pts. | J  | V | E | D  | GP | GC | SG  |
| ---------------- | ---- | -- | - | - | -- | -- | -- | --- |
| Eslováquia       | 22   | 10 | 7 | 1 | 2  | 22 | 10 | +12 |
| Eslovênia        | 20   | 10 | 6 | 2 | 2  | 18 | 4  | +14 |
| Tchéquia         | 16   | 10 | 4 | 4 | 2  | 17 | 6  | +11 |
| Irlanda do Norte | 15   | 10 | 4 | 3 | 3  | 13 | 9  | +4  |
| Polónia          | 11   | 10 | 3 | 2 | 5  | 19 | 14 | +5  |
| San Marino       | 0    | 10 | 0 | 0 | 10 | 1  | 47 | -46 |

| L\V              | República Checa | Polónia | Irlanda do Norte | Eslováquia | Eslovénia | San Marino |
| República Checa  |                 | 2:0     | 0:0              | 1:2        | 1:0       | 7:0        |
| Polónia          | 2:1             |         | 1:1              | 0:1        | 1:1       | 10:0       |
| Irlanda do Norte | 0:0             | 3:2     |                  | 0:2        | 1:0       | 4:0        |
| Eslováquia       | 2:2             | 2:1     | 2:1              |            | 0:2       | 7:0        |
| Eslovénia        | 0:0             | 3:0     | 2:0              | 2:1        |           | 5:0        |
| San Marino       | 0:3             | 0:2     | 0:3              | 1:3        | 0:3       |            |

## Escalação
| Número / Nome  | Número / Nome     | Clube                   | Jogos (gols)1 | Data Nasc.                        | J        | Gols     | Penalizado com cartão amarelo | Expulso  |
| Goleiros       | Goleiros          | Goleiros                | Goleiros      | Goleiros                          | Goleiros | Goleiros | Goleiros                      | Goleiros |
| -------------- | ----------------- | ----------------------- | ------------- | --------------------------------- | -------- | -------- | ----------------------------- | -------- |
| 1              | Ján Mucha         | KP Legia Warszawa       | 17 (0)        | 5 de dezembro de 1982 (42 anos)   | 4        | 0        | 1                             | 0        |
| 12             | Dušan Perniš      | Dundee United FC        | 2 (0)         | 28 de novembro de 1984 (40 anos)  | 0        | 0        | 0                             | 0        |
| 23             | Dušan Kuciak      | FC Vaslui               | 3 (0)         | 21 de maio de 1985 (39 anos)      | 0        | 0        | 0                             | 0        |
| Defensores     |                   |                         |               |                                   |          |          |                               |          |
| 2              | Peter Pekarík     | VfL Wolfsburg           | 22 (1)        | 30 de outubro de 1986 (38 anos)   | 3        | 0        | 1                             | 0        |
| 3              | Martin Škrtel     | Liverpool FC            | 41 (5)        | 15 de dezembro de 1984 (40 anos)  | 4        | 0        | 1                             | 0        |
| 4              | Marek Čech        | West Bromwich Albion FC | 41 (5)        | 26 de janeiro de 1983 (42 anos)   | 1        | 0        | 0                             | 0        |
| 5              | Radoslav Zabavník | 1. FSV Mainz 05         | 45 (1)        | 16 de setembro de 1980 (44 anos)  | 3        | 0        | 0                             | 0        |
| 16             | Ján Ďurica        | FC Lokomotiv Moscow     | 39 (1)        | 10 de dezembro de 1981 (43 anos)  | 4        | 0        | 1                             | 0        |
| 21             | Kornel Saláta     | ŠK Slovan Bratislava    | 5 (0)         | 24 de janeiro de 1985 (40 anos)   | 1        | 0        | 0                             | 0        |
| 22             | Martin Petráš     | AC Cesena               | 38 (1)        | 2 de novembro de 1979 (45 anos)   | 1        | 0        | 0                             | 0        |
| Meio-campistas |                   |                         |               |                                   |          |          |                               |          |
| 6              | Zdeno Štrba       | AC Skoda Xanthi         | 23 (0)        | 9 de junho de 1976 (48 anos)      | 3        | 0        | 2                             | 0        |
| 7              | Vladimír Weiss    | Manchester City FC      | 11 (0)        | 30 de novembro de 1989 (35 anos)  | 3        | 0        | 1                             | 0        |
| 8              | Ján Kozák         | FC Timişoara            | 24 (2)        | 22 de abril de 1980 (44 anos)     | 1        | 0        | 0                             | 0        |
| 10             | Marek Sapara      | MKE Ankaragücü          | 25 (2)        | 31 de julho de 1982 (42 anos)     | 1        | 0        | 0                             | 0        |
| 15             | Miroslav Stoch    | Fenerbahçe SK           | 14 (1)        | 19 de outubro de 1989 (35 anos)   | 4        | 0        | 0                             | 0        |
| 17             | Marek Hamšík      | SSC Napoli              | 34 (8)        | 27 de julho de 1987 (37 anos)     | 4        | 0        | 0                             | 0        |
| 19             | Juraj Kucka       | AC Sparta Praha         | 7 (0)         | 26 de fevereiro de 1987 (38 anos) | 3        | 0        | 1                             | 0        |
| 20             | Kamil Kopúnek     | FC Spartak Trnava       | 9 (1)         | 18 de maio de 1984 (40 anos)      | 2        | 1        | 1                             | 0        |
| Atacantes      |                   |                         |               |                                   |          |          |                               |          |
| 9              | Stanislav Šesták  | VfL Bochum              | 35 (11)       | 16 de dezembro de 1982 (42 anos)  | 3        | 0        | 1                             | 0        |
| 11             | Róbert Vittek     | MKE Ankaragücü          | 72 (20)       | 1 de abril de 1982 (42 anos)      | 4        | 4        | 1                             | 0        |
| 13             | Filip Hološko     | Beşiktaş JK             | 39 (5)        | 17 de janeiro de 1984 (41 anos)   | 2        | 0        | 0                             | 0        |
| 14             | Martin Jakubko    | FC Saturn Moscow Oblast | 22 (4)        | 26 de fevereiro de 1980 (45 anos) | 1        | 0        | 0                             | 0        |
| 18             | Erik Jendrišek    | FC Schalke 04           | 15 (2)        | 26 de outubro de 1986 (38 anos)   | 3        | 0        | 0                             | 0        |
| Treinador      |                   |                         |               |                                   |          |          |                               |          |
|                | Vladimír Weiss    |                         |               | 22 de setembro de 1964 (60 anos)  |          |          |                               |          |

Nota:
- 1 O número de jogos e gols se referem aos jogos pela seleção até 1 de junho de 2010.

## Primeira fase
| Pos | Equipe        | Pts | J | V | E | D | GP | GC | SG | Classificado      |
| --- | ------------- | --- | - | - | - | - | -- | -- | -- | ----------------- |
| 1   | Paraguai      | 5   | 3 | 1 | 2 | 0 | 3  | 1  | +2 | Fase eliminatória |
| 2   | Eslováquia    | 4   | 3 | 1 | 1 | 1 | 4  | 5  | −1 | Fase eliminatória |
| 3   | Nova Zelândia | 3   | 3 | 0 | 3 | 0 | 2  | 2  | 0  | Eliminado         |
| 4   | Itália        | 2   | 3 | 0 | 2 | 1 | 4  | 5  | −1 | Eliminado         |

### Nova Zelândia – Eslováquia
| 15 de junho | Nova Zelândia | 1 – 1     | Eslováquia | Royal Bafokeng Stadium, Rustemburgo       |
| 13:30       | Reid 90+3'    | Relatório | Vittek 50' | Público: 23 871 Árbitro: RSA Jerome Damon |

| Nova Zelândia | Eslováquia |

| G              | 1  | Mark Paston     |       |     |
| LD             | 4  | Winston Reid    | 90+3' |     |
| Z              | 6  | Ryan Nelsen     |       |     |
| Z              | 5  | Ivan Vicelich   |       | 78' |
| LE             | 19 | Tommy Smith     |       |     |
| V              | 3  | Tony Lochhead   | 42'   |     |
| V              | 7  | Simon Elliott   |       |     |
| M              | 11 | Leo Bertos      |       |     |
| M              | 14 | Rory Fallon     |       |     |
| A              | 10 | Chris Killen    |       | 72' |
| A              | 9  | Shane Smeltz    |       |     |
| Substituições: |    |                 |       |     |
| V              | 21 | Jeremy Christie |       | 78' |
| A              | 20 | Chris Wood      |       | 72' |
| Treinador:     |    |                 |       |     |
| Ricki Herbert  |    |                 |       |     |

| G              | 1  | Ján Mucha         |     |       |
| LD             | 5  | Radoslav Zabavník |     |       |
| Z              | 16 | Ján Ďurica        |     |       |
| Z              | 3  | Martin Škrtel     |     |       |
| LE             | 4  | Marek Čech        |     |       |
| V              | 6  | Zdeno Štrba       | 55' |       |
| M              | 7  | Vladimír Weiss    |     | 90+1' |
| M              | 9  | Stanislav Šesták  |     | 81'   |
| M              | 17 | Marek Hamšík      |     |       |
| A              | 11 | Róbert Vittek     |     | 84'   |
| A              | 18 | Erik Jendrišek    |     |       |
| Substituições: |    |                   |     |       |
| V              | 19 | Juraj Kucka       |     | 90+1' |
| M              | 15 | Miroslav Stoch    |     | 84'   |
| A              | 13 | Filip Hološko     |     | 81'   |
| Treinador:     |    |                   |     |       |
| Vladimír Weiss |    |                   |     |       |

Homem da partida
- Róbert Vittek

### Eslováquia – Paraguai
| 20 de junho | Eslováquia | 0 – 2     | Paraguai               | Free State Stadium, Bloemfontein          |
| 13:30       |            | Relatório | Vera 27' · Riveros 86' | Público: 26 643 Árbitro: SEY Eddy Maillet |

| Eslováquia | Paraguai |

| G              | 1  | Ján Mucha        |     |     |
| LD             | 2  | Peter Pekarík    |     |     |
| Z              | 3  | Martin Škrtel    |     |     |
| Z              | 21 | Kornel Saláta    |     | 83' |
| LE             | 16 | Ján Ďurica       | 42' |     |
| V              | 6  | Zdeno Štrba      |     |     |
| V              | 17 | Marek Hamšík     |     |     |
| M              | 9  | Stanislav Šesták | 47' | 70' |
| M              | 7  | Vladimír Weiss   | 84' |     |
| A              | 8  | Ján Kozák        |     |     |
| A              | 11 | Róbert Vittek    |     |     |
| Substituições: |    |                  |     |     |
| A              | 13 | Filip Hološko    |     | 70' |
| M              | 15 | Miroslav Stoch   |     | 83' |
| Treinador:     |    |                  |     |     |
| Vladimír Weiss |    |                  |     |     |

| G               | 1  | Justo Villar     |     |     |
| LD              | 6  | Carlos Bonet     |     |     |
| Z               | 14 | Paulo da Silva   |     |     |
| Z               | 21 | Antolín Alcaraz  |     |     |
| LE              | 3  | Claudio Morel    |     |     |
| V               | 15 | Víctor Cáceres   |     |     |
| M               | 13 | Enrique Vera     | 45' | 88' |
| M               | 16 | Cristian Riveros |     |     |
| M               | 18 | Nelson Valdez    |     | 68' |
| A               | 9  | Roque Santa Cruz |     |     |
| A               | 19 | Lucas Barrios    |     | 82' |
| Substituições:  |    |                  |     |     |
| Z               | 17 | Aureliano Torres |     | 68' |
| A               | 7  | Óscar Cardozo    |     | 82' |
| M               | 8  | Édgar Barreto    |     | 88' |
| Treinador:      |    |                  |     |     |
| Gerardo Martino |    |                  |     |     |

Homem da partida
- Enrique Vera

### Eslováquia – Itália
| 24 de junho | Eslováquia                    | 3 – 2     | Itália                             | Ellis Park Stadium, Joanesburgo          |
| 16:00       | Vittek 25', 73' · Kopúnek 89' | Relatório | Di Natale 81' · Quagliarella 90+2' | Público: 53 412 Árbitro: ENG Howard Webb |

| Eslováquia | Itália |

| G              | 1  | Ján Mucha         | 82' |       |
| LD             | 2  | Peter Pekarík     | 50' |       |
| Z              | 3  | Martin Škrtel     |     |       |
| Z              | 16 | Ján Ďurica        |     |       |
| LE             | 5  | Radoslav Zabavník |     |       |
| V              | 6  | Zdeno Štrba       | 16' | 87'   |
| V              | 19 | Juraj Kucka       |     |       |
| M              | 17 | Marek Hamšík      |     |       |
| M              | 15 | Miroslav Stoch    |     |       |
| A              | 11 | Róbert Vittek     | 40' | 90+2' |
| A              | 18 | Erik Jendrišek    |     | 90+4' |
| Substuições:   |    |                   |     |       |
| M              | 20 | Kamil Kopúnek     |     | 87'   |
| A              | 9  | Stanislav Šesták  |     | 90+2' |
| V              | 22 | Martin Petráš     |     | 90+4' |
| Treinador:     |    |                   |     |       |
| Vladimír Weiss |    |                   |     |       |

| G              | 12 | Federico Marchetti |     |     |
| LD             | 19 | Gianluca Zambrotta |     |     |
| Z              | 5  | Fabio Cannavaro    | 31' |     |
| Z              | 4  | Giorgio Chiellini  | 67' |     |
| LE             | 3  | Domenico Criscito  |     | 46' |
| V              | 6  | Daniele De Rossi   |     |     |
| V              | 8  | Gennaro Gattuso    |     | 46' |
| V              | 22 | Riccardo Montolivo |     | 56' |
| M              | 7  | Simone Pepe        | 76' |     |
| M              | 10 | Antonio Di Natale  |     |     |
| A              | 9  | Vincenzo Iaquinta  |     |     |
| Substituições: |    |                    |     |     |
| V              | 2  | Christian Maggio   |     | 46' |
| A              | 18 | Fabio Quagliarella | 83' | 46' |
| M              | 21 | Andrea Pirlo       |     | 56' |
| Treinador:     |    |                    |     |     |
| Marcello Lippi |    |                    |     |     |

Homem da partida
- Róbert Vittek